# Palatino
Palatino — большое семейство шрифтов, основанных на рисунках (почерках) итальянских мастеров периода ренессанса. Своеобразная форма букв отражает каллиграфическую природу их появления — буквы рисовались с помощью пера. Шрифты названы в честь итальянского каллиграфа 16 века Джамбатисты Палатино (Giambattista Palatino).
Разработан в 1949 году немецким калиграфом и типографом Германом Цапфом, дорабатывался и развивался в последущие годы и превратился со временем в одно из наиболее распространённых семейств компьютерных шрифтов.